# ارنست آلفرد بنیانز
ارنست آلفرد بنیانز (به انگلیسی: Ernest Alfred Benians) (متولد ۲۳ اکتبر ۱۸۸۰ در گاودهورست، کنت؛ مرگ ۱۹۵۲) مورخ و استاد بریتانیایی بود. او یکی از ویراستاران تاریخ امپراتوری بریتانیا کمبریج است.
او در گاوهورست کنت به دنیا آمد و در مدرسه بت‌هاری تحصیل کرد. جایی که پدرش در آنجا، رئیس بود. او در ۱۸۹۹ در کالج سنت جانز دانشگاه کمبریج پذیرفته شد. بعد از پذیرفته شدن، او به سال ۱۹۰۶ عضو سنت جانز شد. او بین سال‌های ۱۹۳۳–۱۹۵۲ استاد کالج سنت جانز و بین سال‌های ۱۹۳۹–۱۹۴۱، معاون مشاوره‌ای دانشگاه کمبریج شد.